# مونيك إيفانز
مونيك إيفانز (بالبرتغالية: Monique Evans‏) هي عارضة وممثلة برازيلية، ولدت في 5 يوليو 1956 في البرازيل.

## وصلات خارجية
- مونيك إيفانز على موقع IMDb (الإنجليزية)
- مونيك إيفانز على موقع قاعدة بيانات الفيلم (الإنجليزية)